# كلير ماكسويل
كلير ماكسويل (بالإنجليزية: Clair Maxwell)‏ هو صحفي أمريكي، ولد في 1890، وتوفي في 1957.